# チェルヴァット
チェルヴァット（イタリア語: Cervatto）は、イタリア共和国ピエモンテ州ヴェルチェッリ県にある、人口約50人の基礎自治体（コムーネ）。

## 名称
標準イタリア語以外の言語では以下の名称を持つ。
- ピエモンテ語: Cervat

## 地理

### 位置・広がり
ヴェルチェッリ県北部のコムーネで、ヴァル・マスタッローネ (it:Val Mastallone) の村である。チェルヴァットの集落は、ヴァラッロの北西約10km、ヴェルバーニアの西南西約31km、ビエッラの北北東約36km、県都ヴェルチェッリの北北西約66km、州都トリノの北北東約98kmに位置する。
コムーネの領域はマスタッローネ川 (Mastallone (torrente)) の右岸（西岸）側に広がっている。

#### 隣接コムーネ
隣接するコムーネは以下の通り。
- フォベッロ - 北
- クラヴァリアーナ - 南東
- ロッサ - 南西

このうち道路で結ばれているのはフォベッロのみで、チェルヴァット集落（標高1004m）から直線距離にして約1km北北西にあるマスタッローネ川左岸（東岸）のフォベッロ集落（標高873m）に降りることができる。ロッサとは山岳部を隔てて接する。

### 主要な集落
チェルヴァットの集落は、マスタッローネ川を見下ろす標高1004mの山腹にある。

## 歴史
チェルヴァットの教会は聖ロッコに献じられている。教会堂の起源は17世紀にさかのぼることができ、1738年にフォベッロからチェルヴァット村が分立した際に教区が設置された。しかし、献堂が実現したのは1845年のことである。
チェルヴァットには城のような邸宅があるが、これらは19世紀にGiuseppe Montaldoによって建設されたものである。

## 社会

### 人口

#### 居住地区別人口
国立統計研究所（ISTAT）は居住地区（Località abitata）別の人口として以下を掲げている。統計は2001年時点。
| 地区名      | 標高     | 人口 | 備考 |
| ----------- | -------- | ---- | ---- |
| CERVATTO    | 850/2095 | 49   |      |
| CERVATTO *  | 1004     | 22   |      |
| Cadvilli    | 1009     | 10   |      |
| Giavina     | 1014     | 12   |      |
| Case Sparse | -        | 5    |      |

- ISTATは人口統計上、家屋密度の高い centro abitato （居住の中心地区）、密度の低い nucleo abitato （居住の核となる地区）、まとまった居住地区を形成していない case sparse （散在家屋）の区分を用いている。上の表で地名がすべて大文字で示されているものが centro abitato である。「*」印が付されているのは、コムーネの役場・役所 la casa comunale の置かれている地区である。

## 行政

### 行政区画
コムーネには以下の分離集落（フラツィオーネ）がある。
| - Cadvilli - Cadiano - Giavina | - Orlino - Oro Negro - Tapponaccio |

### 山岳部共同体
広域行政組織である山岳部共同体「ヴァルセージア山岳部共同体」 (it:Comunità montana Valsesia) （事務所所在地: ヴァラッロ）を構成するコムーネの一つである。